# Валентин Розе-старши
Вижте пояснителната страница за други личности с името Розе.
Валентин Розе-старши (на немски: Valentin Rose der Ältere) е германски фармацевт и химик, работил в Берлин. За кратко време е оценител на Ober Collegium Medicum, пруски надзорен орган за медицинските и фармацевтични професии. Създава сплавта на Розе – нискотопима сплав от бисмут, калай и олово, използвана за запояване на материали, чувствителни към прегряване.

## Семейство
Валентин Розе-старши е син е на търговеца Йохан Розе и Маргарета Елизабет Лудвиг. Жени се за Анна Магдалена Розе, от която има 4 деца – Валентин, Кристиан, Магдалена и Шарлот.
Валентин Розе-старши е дядо на Хайнрих и Густав Розе. Под ръководството на Мартин Хайнрих Клапрот, Хайнрих става изтъкнат химик, а Густав – минералог и кристалограф. И двамата са професори в Берлинския университет. Прадядо е на известния хирург Едмунд Розе и на филолога и специалист по библиотечно дело Валентин Розе, директор на Кралската библиотека в Берлин.

## Биография
Валентин Розе-старши е роден на 16 август 1736 г. в Нойрупин, провинция Бранденбург, Прусия. Учи при германския химик Андреас Маргграф и се установява в Берлин, като купува аптеката Zum Weißen Schwan („При белия лебед“) и организира в нея и лаборатория. През 1770 г. като асистент в аптеката постъпва химикът и фармацевт Мартин Хайнрих Клапрот, който скоро става близък негов приятел и след ранната му смърт поема грижата за аптеката, както и за възпитанието на двамата му сина. Единият от тях, Валентин Розе-младши, се развива като способен учен и си спечелва уважавано научно име чрез поредица от отлични химически изследвания.
През 1770 г. отклонява поканата да работи като преподавател по химия в едно от новосъздадените училища. Поставя предварително условие, което не е изпълнено поради финансови затруднения – уроците да се основават на практически експерименти в лаборатория, а да не бъдат само теоретични.
Валентин Розе-старши умира на 28 април 1771 г. в Берлин.